# Pamiętniki wampirów (seria powieści)
Pamiętniki wampirów (ang. The Vampire Diaries) – seria powieści, której siedem pierwszych części jest autorstwa amerykańskiej pisarki L.J. Smith, zaś autorem kolejnych jest anonimowy autor (ghostwriter). Seria opowiada o nastoletniej dziewczynie zafascynowanej dwoma braćmi wampirami.
Seria początkowo była trylogią, jednakże pod wpływem fanów L.J. Smith napisała część czwartą, Mrok.
W 2008 r. Smith zapowiedziała wydanie kolejnej trylogii zatytułowanej Pamiętniki wampirów: Powrót, w których głównym bohaterem miał być Damon. Pierwsza książka z tej trylogii, Pamiętniki wampirów: Powrót o zmierzchu, została wydana 10 lutego 2009 r.

## Historia publikacji
Trylogia Pamiętniki wampirów opublikowana została w 1992 r., zaś część czwarta rok później, przez wydawnictwo Harper Paperbacks. W 1999 r. wszystkie cztery książki zostały ponownie wydrukowanie przez HarperPrism. W 2007 r. HarperTeen Publishing Company ponownie opublikowało całą serię w dwuczęściowym wydaniu.

## Powieści

### Autorstwa L.J. Smith[1]
Oryginalna trylogia (The Vampire Diaries)
1. Przebudzenie (The Awakening)
2. Walka (The Struggle)
3. Szał (The Fury)
Czwarta część 
4. Mrok (Dark Reunion)
Nowa trylogia, Pamiętniki wampirów: Powrót (The Vampire Diaries: The Return)
5. Powrót o zmierzchu oraz Uwięzieni (The Return: Nightfall; polski wydawca podzielił Nightfall na dwa osobne tomy)
6. Dusze cieni (The Return: Shadow Souls)
7. Północ (The Return: Midnight)
Po opublikowaniu Północy L.J. Smith nie napisała już żadnej powieści z cyklu Pamiętniki wampirów, nie jest ona także autorką Pamiętników Stefano.

### Napisane przez ghostwritera
Następna trylogia, Pamiętniki wampirów: Łowcy (The Vampire Diaries: The Hunters)
8. Fantom (The Hunters: Phantom)
9. Pieśń Księżyca (The Hunters: Moonsong)
10. Moc przeznaczenia (The Hunters: Destiny Rising)
Ostatnia trylogia, Pamiętniki wampirów: Zbawienie (The Vampire Diaries: The Salvation)
11. Bez szans (The Salvation: Unseen)
12. Bez słów (The Salvation: Unspoken)
13. Bez maski (The Salvation: Unmasked)

### Pamiętniki Stefano
- Początek (Origins)
- Żądza krwi (Bloodlust)
- Pragnienie (The Craving)
- Uciekinier (The Ripper)
- Azyl (The Asylum)
- Niewola (The Compelled)

## Bohaterowie
- Elena Gilbert
- Stefan Salvatore
- Damon Salvatore
- Bonnie McCullough
- Meredith Sulez
- Matt Honeycutt
- Caroline Forbes
- Theophilia Flowers
- Tyler Smallwood
- Sue Carson
- Vickie Bennett
- Caleb Smallwood
- Celia Connor
- Alaric Saltzman
- Klaus
- Solomon
- Jack Daltry
- Katherine von Swartzschild
- Siobhan
- Jasmine

## Adaptacja
6 lutego 2009 r. ogłoszono, że na podstawie cyklu powieści zostanie nakręcony serial młodzieżowy. Serial jest produkowany dla amerykańskiej stacji The CW. Rolę Eleny gra Nina Dobrev, Stefana – Paul Wesley, a Damona - Ian Somerhalder. Emisję rozpoczęto we wrześniu 2009 r.